# スタンリー・キューブリック
スタンリー・キューブリック（英語: Stanley Kubrick、1928年7月26日 - 1999年3月7日）は、アメリカ合衆国の映画監督・脚本家・映画プロデューサー。
写真雑誌『ルック』のカメラマンとして働いたのち、短編ドキュメンタリー映画を自主製作し、長編第1作の『恐怖と欲望』で本格的に映画監督としてデビューした。1960年代以降はイギリスに活動の場を移し、ハリウッド資本で『博士の異常な愛情 または私は如何にして心配するのを止めて水爆を愛するようになったか』『2001年宇宙の旅』『時計じかけのオレンジ』『シャイニング』などを発表した。商業性が重視されるハリウッドの映画監督でありながら、多様なジャンルで芸術性の高い革新的な映画を作り、映画史における最も偉大で影響力のある映画製作者の一人として度々言及されている。監督だけでなく脚本、撮影、美術、編集、製作までも関与する作家的姿勢、独自のリアリズム、ブラックユーモア、ユニークな撮影手法、シャープな映像感覚、大規模な舞台装置、そして刺激的な音楽手法で知られる。

## 経歴
キューブリックは開業医を営むオーストリア＝ハンガリー帝国に起源を持つユダヤ人の両親の長男として、1928年7月26日にニューヨークのマンハッタンで生まれる。少年時代は、チェス、ジャズに興味を持ち、特にカメラは、彼の経歴の出発点となる。1941年から1945年にかけてウィリアム・ハワード・タフト高校に在籍した。そこで彼は勉強に一切興味を示さず、低い成績しか取得できなかったことから落第寸前のところを教師の温情で卒業をさせてもらった。また、若い頃から文学、写真、映画への熱心な興味を示していた。
前述通り、勉強が嫌いだったことから大学入試にはことごとく失敗する。ニューヨーク市立大学シティカレッジの夜間部に入学するが、籍を置いているだけですぐに中退している。一時はジャズ・ドラマーを目指していたが、当時の大統領フランクリン・ルーズベルトの死を伝える一枚の写真が写真雑誌『ルック』誌1945年6月25日号に売れ、見習いカメラマンとして在籍するようになった。彼は『ルック』に載った自身のフォト・ストーリーを元に、短編ドキュメンタリー『拳闘試合の日』（1951年）を製作し、映画の道を歩み始めた。この映画は3900ドルかかったが4000ドルで売れ、これをきっかけに『ルック』誌を退社した。
1953年、親類から借金をして初の長編劇映画『恐怖と欲望』を自主製作し、商業的に失敗するもニューヨークの批評家からは賞賛された。続く『非情の罠』（1955年）も製作費を回収するほどの商業的成功を収めることはできなかった。1955年には、同い年のジェームズ・B・ハリスとともにハリス=キューブリック・プロダクションズを設立し、斬新な犯罪映画『現金に体を張れ』（1956年）、カーク・ダグラスと共同製作の戦争映画『突撃』（1957年）を製作した。彼のハリウッドでの評価は上がり、マーロン・ブランドからチャールズ・ネイダーの小説の映画化を依頼されたが、ブランドと意見が対立し、解雇される。しかし、このプロジェクトをきっかけに共同製作者だったカーク・ダグラスの依頼で、監督を降板したアンソニー・マンの代役として、ダグラスが製作兼主演だった『スパルタカス』（1960年）のメガホンを握り、高評価を得た。一方、ダルトン・トランボの脚本を現場で書き換え、脚本家クレジットに自分の名を表記するように求めるなど、製作陣とは対立した。
プロデューサー主導によるハリウッドの製作体制に嫌気が差したキューブリックは、1961年にイギリスへ移住。残りの人生とキャリアの殆どを同地で送った。ハートフォードシャーのChildwickbury Manorにある、妻のクリスティアーヌとの共有の自宅が仕事場となり、そこで脚本の執筆や取材、編集、そして映画製作の細部にわたる管理を行った。このことが、ハリウッドのメジャースタジオからの類まれな予算の支援を得つつ、自分の作品に関する完璧主義的な芸術活動をすることを可能とさせた。彼のイギリスでの最初の映画は、ウラジミール・ナボコフ原作の『ロリータ』（1962年）である。本作はセンセーショナルな内容からカトリック教会等による厳しい検閲に遭ったが、公開されると大ヒットを記録。次いで、SF三部作と呼ばれる『博士の異常な愛情』（1964年）、『2001年宇宙の旅』（1968年）、『時計じかけのオレンジ』（1971年）を監督し、これらの批評的・興行的成功で、世界中の批評家から映画作家としての優れた才能を認知された。
1970年代半ば以降は、自身にとっては唯一とも言える伝記的様式を持つ『バリー・リンドン』（1975年）や、スティーブン・キング原作のホラー映画『シャイニング』（1980年）、ベトナム戦争を描いた『フルメタル・ジャケット』（1987年）を監督し、寡作ながらも批評的にも興行的にも成功を収め続ける。
しかし、12年ぶりの監督作品となった『アイズ ワイド シャット』（1999年）の完成直後（同映画の試写会6日後）、1999年3月7日に公開を待たずしてハートフォードシャーの自宅で心臓発作で亡くなった。『アイズ ワイド シャット』と同時期から企画を温めていた『A.I.』は、2001年にスティーヴン・スピルバーグがその原案を基に脚本を完成させ、製作・公開された。
なお、生前のキューブリックに映画評論家ミシェル・シマンがインタビューしていた音声をもとに、キューブリック作品の俳優たちへのインタビュー映像も加えて、再構成されたドキュメンタリー映画「Kubrick by Kubrick」が2020年にフランスとポーランドで共同制作され（監督はグレゴリー・モンロー）、日本ではNHK BS1で放送されている『BS世界のドキュメンタリー』で、「キューブリックが語るキューブリック」として放送された。

## 映画人として
映画監督を目指した理由として「今の奴ら（現役の監督たち）よりは上手く撮れる自信があったからだ」と発言している。
初期のころより、監督のみならず映画製作全般にわたり、すべてを掌握する姿勢をとり続けた。些細なシーンさえも納得するまで撮り続ける姿勢は完璧主義または完全主義者といわれており、特に晩年は映画製作に時間がかかることでも有名だった。
『博士の異常な愛情』以降の脚本、編集、選曲のいずれも独特なセンスと切れがあり、自作の公開に際しては上映の劇場の地理的状況から上映システムに至るまでコントロールしようと努めている。日本での公開では、字幕の翻訳も再英訳を校閲する方法で監修した。

### 手法・演出

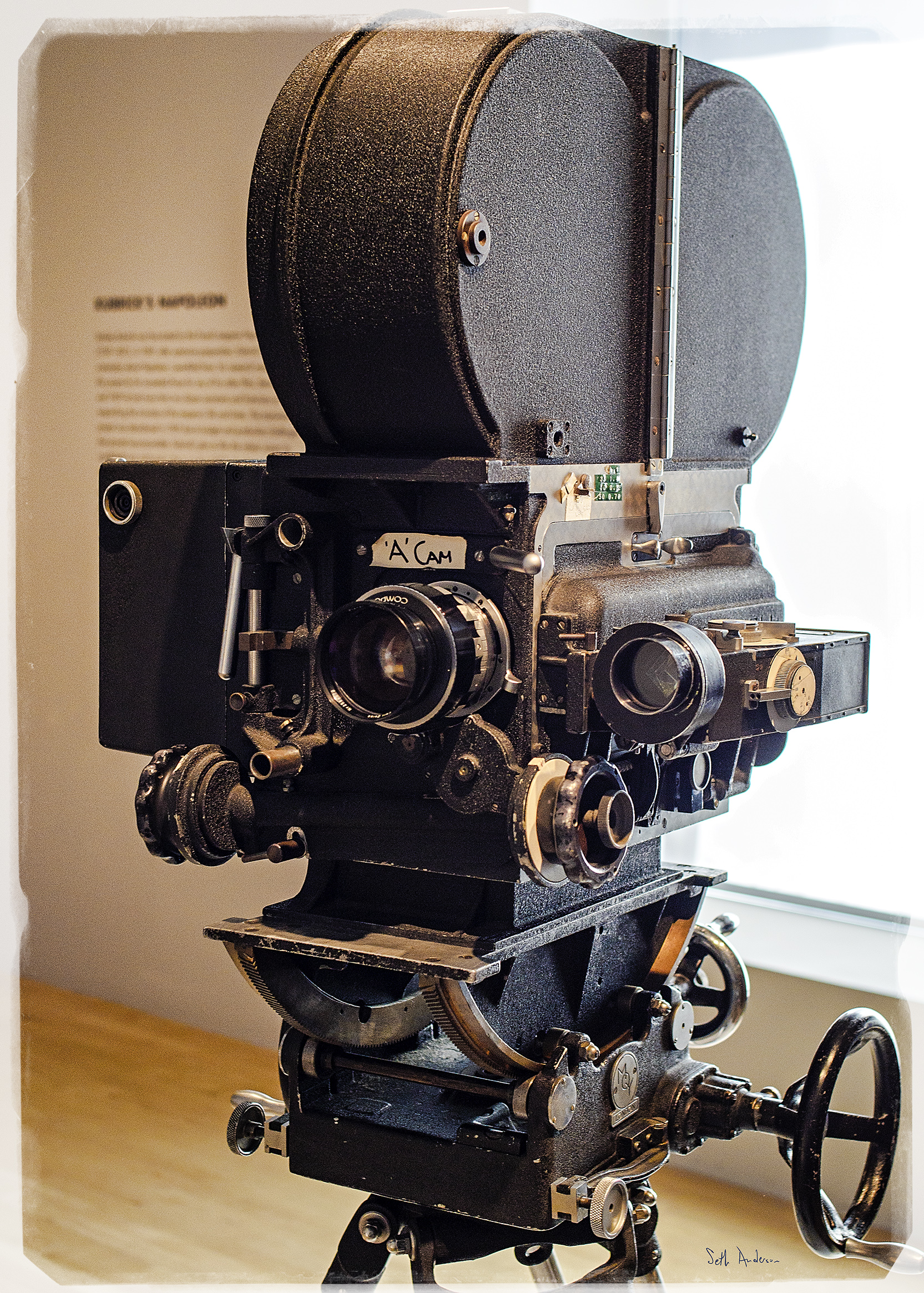
ロサンゼルス郡立美術館に展示されている、バリー・リンドンで使われたとされるキューブリックのカメラ

よく動くカメラ、大画面で深い奥行きの出る広角レンズの使用、『時計じかけのオレンジ』以降のカラー作品では自然光を利用した、あるいは自然光を模した照明も特徴で、自身でも並みの映画撮影者より遥かに安定した手持ち撮影ができた。
また作品中の恐怖演出として陰影を強く演出した上で、上目遣いで画面を睨み付けるという役者の演技がある。この手法を映画評論家のロジャー・イーバートは「キューブリック凝視（Kubrick stare）」と名付けた。

### 影響
写真雑誌の見習いカメラマン時代に数多くの映画を観て過ごし、セルゲイ・エイゼンシュテイン、チャールズ・チャップリンから影響を受ける。キューブリック自身は「どちらかを選ばなければならないとしたら、チャップリンだ」とコメントしている。
1963年にアメリカの映画雑誌「シネマ」誌上でベスト映画を問われた際、次の10本の映画を挙げている。
- 『青春群像』（1953、イタリア）
- 『野いちご』
- 『市民ケーン』
- 『黄金』（1948）
- 『街の灯』
- 『ヘンリィ五世』
- 『夜』
- 『ザ・バンク・ディック』
- 『Roxie Hart』
- 『地獄の天使』（1930）

このインタビュー以降、このようなベスト映画のリストが作られるようなことはなかったが、『2001年宇宙の旅』の公開の数日後に受けたインタビューで『メリー・ポピンズ』について語ったり、1980年のインタビューではクローディア・ウェイルという映画監督の『ガールフレンド』という作品を賞賛したりした。他にはキューブリック自身の関係者にクエンティン・タランティーノの代表作『パルプ・フィクション』を推薦したりもしていた。
また、イングマール・ベルイマンの作品も称賛しており、1960年にはファンレターを送り、「あなたの映画は常に、私の心を揺さぶった。作品の世界観を作り上げる巧みさ、鋭い演出、安易な結末の回避、完璧なほど人間の本質に迫る人物描写において、あなたは誰よりも卓越している」と激賞した。
『マグノリア』などで知られる、アメリカの映画監督のポール・トーマス・アンダーソンは2000年の3月、彼自身のファンサイト「Cigarettes＆Red Vines」のインタビューを受けた際、キューブリックが彼の代表作『ブギーナイツ』を気に入っていたことや、晩年はウディ・アレンの『夫たち、妻たち』や、デヴィッド・マメットの『スリル・オブ・ゲーム』を好んでいたことを明らかにした。
クシシュトフ・キェシロフスキの代表作『デカローグ』を絶賛し、キューブリックはこの映画の脚本の前書きを書いたりもした。

### 他監督からの評価
イタリアの映画監督、フェデリコ・フェリーニは『2001年宇宙の旅』を観た際、キューブリックに絶賛の電報を送っている。
黒澤明は『バリー・リンドン』における正確な時代考証を高く評価しており、晩年にはキューブリック宛にファンレターを送っている。キューブリックは返信の内容に悩んでいたが、いざ返信を出す前に黒澤は他界、その6ヶ月後にキューブリックも急逝した。

### アカデミー賞
手掛けてきた映画の高評価に反し、ハリウッド・メジャーとの対立関係もあって、キューブリックはアカデミー賞には恵まれなかった。辛うじて個人で受賞したのは『2001年宇宙の旅』での特殊視覚効果賞のみであり、作品賞や監督賞には何度もノミネートされたのにも関わらず、最後まで受賞には至らなかった（ただし、キューブリック自身はイギリスに活動の場を移して以降、同国からほとんど出ておらず、大西洋を横断して授賞式に出席することも無かった）。

### 姿勢
キューブリックは映画『スパルタカス』の成功をきっかけに有名監督になるが、その後のインタビューで「私の意見はカーク・ダグラス（=製作責任者）にとって多くの意見の一つに過ぎなかった」と述べ、最終決定権が監督にはなく、スタジオやプロデューサーが握るハリウッド・メジャーの製作システムにあるとして、これを度々批判している。
これに懲りて、以降の作品では製作も自身が行うようになり、アメリカの映画システムと決別してイギリスへ渡り、アメリカの会社の資本のもとで独自に映画製作を続けることになる。『博士の異常な愛情』以後は、他人の脚本で映画作りをすることはなかった。
その後、キューブリックは『スパルタカス』についてインタビューなどで自らの功績を誇示し、関係者の反感を買った。特に、『突撃』・『スパルタカス』の製作者としてキューブリックに活躍の場を与えたカーク・ダグラスは、完成後、ダグラスに繰り返し不満を述べるキューブリックに我慢ならず、自伝の中でその監督手腕は認めつつも、キューブリックを非難した。

### 製作されなかった映画
キューブリックが最もこだわっていた企画が『ナポレオン』で、『2001年宇宙の旅』の次回作として製作も決定し、脚本も完成し撮影を残すのみとなっていた。ところが先に公開された『ワーテルロー』が興行的に失敗し、『ナポレオン』の出資者が引き揚げたために製作中止に追い込まれた。
ドイツの作家、パトリック・ジュースキントのベストセラー小説『香水 ある人殺しの物語』を映画化する事を考えていた事もある。
ほかにホロコーストをテーマにした『アーリアン・ペーパーズ』（原作は『五十年間の嘘』）という企画も、脚本の執筆中にスピルバーグの『シンドラーのリスト』が公開されたため、キューブリックの前作『フルメタル・ジャケット』が『プラトーン』と何かと比較され大ヒットとオスカー受賞のチャンスを逸した経験から、製作中止を決めた（『プラトーン』は『フルメタル・ジャケット』より先に公開された）。

## 人物
結婚は3度している。最初の結婚は1948年、キューブリック19歳の時に、高校の同級生で在学時代から付き合っていたトーバ・メッツと結婚した。トーバとは3年後の1951年に離婚し、1955年1月にはバレリーナのルース・ソボトカと再婚した。ルースは「現金に体を張れ」で美術監督を引き受けるなど映画に協力的だったが、二人の仲はすぐに上手くいかなくなり、1957年には離婚した。翌1958年、「突撃」に出演していたクリスティアーヌ・ハーランと結婚し、以後キューブリックが死去するまで40年以上にわたって結婚生活を続けた。最初の2度の結婚では子どもは生まれなかったが、クリスティアーヌとの間には2人の娘が生まれ、さらにクリスティアーヌと前夫との間の娘も含め3人の娘を育てた。
自身は1947年に飛行機の免許を取得し操縦経験もあったが、操縦中に事故を起こしかけた経験と、墜落事故に巻き込まれた知人のカメラマンの焼け焦げたカメラを見て以来、ジェット機の旅行を極度に嫌ったため、プロモーションなどでの来日経験はなく、カンヌなどの映画祭に出席したという記録もない。
さらにロケが必要な映画なども、スペインロケの『スパルタカス』やアイルランドロケの『バリー・リンドン』以外はあまり遠くでロケをすることはなく、ベトナム戦争映画『フルメタル・ジャケット』のフエのシーンもロンドン近辺の工場跡を使い、輸入してきたヤシを植えて撮影し、ニューヨークが舞台の『アイズ ワイド シャット』もそのシーンの多くをロンドン近郊の大規模なスタジオ撮影で制作している。
「仕事以外では自宅を一歩も出ない引篭もり人生」というのは多少誇張された表現だが、執筆を依頼した脚本家（殆どは作家を本業にしている）や脚本を読んで欲しい映画会社の重役、デニス・ミューレン、ジェームズ・キャメロンなど視覚効果についてのアドバイスを求めた映画人を、ロンドン郊外の邸宅に招いたのは事実である。また行きつけの文房具店があったが、名前に気付かれ店員に話し掛けられることがないよう、クレジットカードではなく現金で購入していたという（ドキュメンタリー映画「スタンリー・キューブリックの箱」）。

### 交友
写真家として知られるダイアン・アーバスは『ルック』社時代の先輩であり、アーバス自身はキューブリックの事を非常に気に入っていたという。彼女の死後、キューブリックは『シャイニング』で彼女の代表的な写真『Identical Twins, Roselle, New Jersey, 1967』のオマージュを捧げた（印象的な双子の少女のシーン）。
スティーヴン・スピルバーグとは特に親交が深く、『A.I.』についての打ち合わせのためにスピルバーグが自家用機で向かい、キューブリック邸のキッチンで話しあったことがあり、それ以外は電話かファクシミリでやりとりをしていた。

### 名前の表記について
イギリス英語による発音/'kju:brik/に基づく「キューブリック」のカナ表記が定着しているが、かつては「カブリック」「クーブリック」とも表記されていた。
各種のインタビューによる限り最もアメリカ英語による発音/'ku:brik/に近い「クーブリック」表記の提唱者は、アーサー・C・クラーク著『失われた宇宙の旅2001』の訳者あとがきに明記されているように翻訳家の伊藤典夫であり、その意向を受けた月刊『STARLOG』誌（ツルモトルーム版）が、「今日からクーブリックと呼ぼう」というキャンペーンを展開。以後、同誌では「クーブリック」表記を使用することになったため、SFファンを中心に「クーブリック」表記が広まった経緯がある。

## 監督作品
| 公開年 | - 邦題 - 原題 | 監督 | 脚本 | 製作 | 備考                             |
| ------ | --- | ---- | ---- | ---- | -------------------------------- |
| 1951年 | 拳闘試合の日 Day of the Fight | 〇   | ×    | 〇   | 短編ドキュメンタリー             |
| 1951年 | 空飛ぶ牧師 Flying Padre | 〇   | 〇   | ×    | 短編ドキュメンタリー             |
| 1953年 | 恐怖と欲望 Fear and Desire | 〇   | ×    | 〇   | 長編劇映画デビュー作             |
| 1953年 | 海の旅人たち The Seafarers | 〇   | ×    | 〇   | 短編ドキュメンタリー             |
| 1955年 | 非情の罠 Killer's Kiss | 〇   | ×    | 〇   |                                  |
| 1956年 | 現金に体を張れ The Killing | 〇   | 〇   | ×    |                                  |
| 1957年 | 突撃 Paths of Glory | 〇   | 〇   | ×    | アメリカ国立フィルム登録簿に保存 |
| 1960年 | スパルタカス Spartacus | 〇   | ×    | ×    | アメリカ国立フィルム登録簿に保存 |
| 1962年 | ロリータ Lolita | 〇   | ×    | ×    |                                  |
| 1964年 | 博士の異常な愛情 または私は如何にして心配するのを止めて水爆を愛するようになったか Dr. Strangelove or: How I Learned to Stop Worrying and Love the Bomb | 〇   | 〇   | 〇   | アメリカ国立フィルム登録簿に保存 |
| 1968年 | 2001年宇宙の旅 2001:A Space Odyssey | 〇   | 〇   | 〇   | アメリカ国立フィルム登録簿に保存 |
| 1971年 | 時計じかけのオレンジ A Clockwork Orange | 〇   | 〇   | 〇   | アメリカ国立フィルム登録簿に保存 |
| 1975年 | バリー・リンドン Barry Lyndon | 〇   | 〇   | 〇   |                                  |
| 1980年 | シャイニング The Shining | 〇   | 〇   | 〇   | アメリカ国立フィルム登録簿に保存 |
| 1987年 | フルメタル・ジャケット Full Metal Jacket | 〇   | 〇   | 〇   |                                  |
| 1999年 | アイズ ワイド シャット Eyes Wide Shut | 〇   | 〇   | 〇   |                                  |

## 受賞歴
※本来はプロデューサーが受取人である作品賞の受賞・ノミネートも含む。
| 賞                                   | 年     | 部門                     | 作品                         | 結果       |
| ------------------------------------ | ------ | ------------------------ | ---------------------------- | ---------- |
| 英国アカデミー賞                     | 1956年 | 総合作品賞               | 『現金に体を張れ』           | ノミネート |
| 英国アカデミー賞                     | 1957年 | 総合作品賞               | 『突撃』                     | ノミネート |
| 英国アカデミー賞                     | 1960年 | 総合作品賞               | 『スパルタカス』             | ノミネート |
| 英国アカデミー賞                     | 1964年 | 総合作品賞               | 『博士の異常な愛情』         | 受賞       |
| 英国アカデミー賞                     | 1964年 | 英国作品賞               | 『博士の異常な愛情』         | 受賞       |
| 英国アカデミー賞                     | 1964年 | 国連賞                   | 『博士の異常な愛情』         | 受賞       |
| 英国アカデミー賞                     | 1964年 | 脚本賞                   | 『博士の異常な愛情』         | ノミネート |
| 英国アカデミー賞                     | 1968年 | 作品賞                   | 『2001年宇宙の旅』           | ノミネート |
| 英国アカデミー賞                     | 1968年 | 国連賞                   | 『2001年宇宙の旅』           | ノミネート |
| 英国アカデミー賞                     | 1972年 | 作品賞                   | 『時計じかけのオレンジ』     | ノミネート |
| 英国アカデミー賞                     | 1972年 | 監督賞                   | 『時計じかけのオレンジ』     | ノミネート |
| 英国アカデミー賞                     | 1972年 | 脚本賞                   | 『時計じかけのオレンジ』     | ノミネート |
| 英国アカデミー賞                     | 1975年 | 作品賞                   | 『バリー・リンドン』         | ノミネート |
| 英国アカデミー賞                     | 1975年 | 監督賞                   | 『バリー・リンドン』         | 受賞       |
| 英国アカデミー賞                     | 1999年 | フェローシップ賞         | -                            | 受賞       |
| ロカルノ国際映画祭                   | 1959年 | 監督賞                   | 『非情の罠』                 | 受賞       |
| ナストロ・ダルジェント賞             | 1959年 | 外国監督賞               | 『突撃』                     | 受賞       |
| ナストロ・ダルジェント賞             | 1969年 | 外国監督賞               | 『博士の異常な愛情』         | 受賞       |
| ナストロ・ダルジェント賞             | 1973年 | 外国監督賞               | 『時計じかけのオレンジ』     | 受賞       |
| ゴールデングローブ賞                 | 1960年 | 作品賞 (ドラマ部門)      | 『スパルタカス』             | 受賞       |
| ゴールデングローブ賞                 | 1960年 | 監督賞                   | 『スパルタカス』             | ノミネート |
| ゴールデングローブ賞                 | 1962年 | 監督賞                   | 『ロリータ』                 | ノミネート |
| ゴールデングローブ賞                 | 1971年 | 作品賞 (ドラマ部門)      | 『時計じかけのオレンジ』     | ノミネート |
| ゴールデングローブ賞                 | 1971年 | 監督賞                   | 『時計じかけのオレンジ』     | ノミネート |
| ゴールデングローブ賞                 | 1975年 | 作品賞 (ドラマ部門)      | 『バリー・リンドン』         | ノミネート |
| ゴールデングローブ賞                 | 1975年 | 監督賞                   | 『バリー・リンドン』         | ノミネート |
| 全米監督協会賞                       | 1962年 | 長編映画監督賞           | 『ロリータ』                 | ノミネート |
| 全米監督協会賞                       | 1964年 | 長編映画監督賞           | 『博士の異常な愛情』         | ノミネート |
| 全米監督協会賞                       | 1968年 | 長編映画監督賞           | 『2001年宇宙の旅』           | ノミネート |
| 全米監督協会賞                       | 1971年 | 長編映画監督賞           | 『時計じかけのオレンジ』     | ノミネート |
| 全米監督協会賞                       | 1975年 | 長編映画監督賞           | 『バリー・リンドン』         | ノミネート |
| 全米監督協会賞                       | 1996年 | D・W・グリフィス賞       | -                            | 受賞       |
| ニューヨーク映画批評家協会賞         | 1964年 | 監督賞                   | 『博士の異常な愛情』         | 受賞       |
| ニューヨーク映画批評家協会賞         | 1971年 | 作品賞                   | 『時計じかけのオレンジ』     | 受賞       |
| ニューヨーク映画批評家協会賞         | 1971年 | 監督賞                   | 『時計じかけのオレンジ』     | 受賞       |
| ニューヨーク映画批評家協会賞         | 1975年 | 作品賞                   | 『バリー・リンドン』         | 次点       |
| ニューヨーク映画批評家協会賞         | 1975年 | 監督賞                   | 『バリー・リンドン』         | 次点       |
| ボディル賞                           | 1964年 | アメリカ映画賞           | 『博士の異常な愛情』         | 受賞       |
| アカデミー賞                         | 1964年 | 作品賞                   | 『博士の異常な愛情』         | ノミネート |
| アカデミー賞                         | 1964年 | 監督賞                   | 『博士の異常な愛情』         | ノミネート |
| アカデミー賞                         | 1964年 | 脚色賞                   | 『博士の異常な愛情』         | ノミネート |
| アカデミー賞                         | 1968年 | 監督賞                   | 『2001年宇宙の旅』           | ノミネート |
| アカデミー賞                         | 1968年 | 脚本賞                   | 『2001年宇宙の旅』           | ノミネート |
| アカデミー賞                         | 1968年 | 視覚効果賞               | 『2001年宇宙の旅』           | 受賞       |
| アカデミー賞                         | 1971年 | 作品賞                   | 『時計じかけのオレンジ』     | ノミネート |
| アカデミー賞                         | 1971年 | 監督賞                   | 『時計じかけのオレンジ』     | ノミネート |
| アカデミー賞                         | 1971年 | 脚色賞                   | 『時計じかけのオレンジ』     | ノミネート |
| アカデミー賞                         | 1975年 | 作品賞                   | 『バリー・リンドン』         | ノミネート |
| アカデミー賞                         | 1975年 | 監督賞                   | 『バリー・リンドン』         | ノミネート |
| アカデミー賞                         | 1975年 | 脚色賞                   | 『バリー・リンドン』         | ノミネート |
| アカデミー賞                         | 1987年 | 脚色賞                   | 『フルメタル・ジャケット』   | ノミネート |
| ヒューゴー賞                         | 1965年 | 映像部門                 | 『博士の異常な愛情』         | 受賞       |
| ヒューゴー賞                         | 1969年 | 映像部門                 | 『2001年宇宙の旅』           | 受賞       |
| ヒューゴー賞                         | 1972年 | 映像部門                 | 『時計じかけのオレンジ』     | 受賞       |
| ダヴィッド・ディ・ドナテッロ賞       | 1969年 | 外国プロダクション賞     | 『2001年宇宙の旅』           | 受賞       |
| ダヴィッド・ディ・ドナテッロ賞       | 1977年 | ヨーロッパ賞             | 『バリー・リンドン』         | 受賞       |
| ダヴィッド・ディ・ドナテッロ賞       | 1988年 | 外国映画賞               | 『フルメタル・ジャケット』   | ノミネート |
| ダヴィッド・ディ・ドナテッロ賞       | 1988年 | 外国監督賞               | 『フルメタル・ジャケット』   | ノミネート |
| ダヴィッド・ディ・ドナテッロ賞       | 1988年 | 外国プロダクション賞     | 『フルメタル・ジャケット』   | 受賞       |
| ダヴィッド・ディ・ドナテッロ賞       | 1988年 | ルキノ・ヴィスコンティ賞 | -                            | 受賞       |
| 全米映画批評家協会賞                 | 1971年 | 作品賞                   | 『時計じかけのオレンジ』     | 3位        |
| ナショナル・ボード・オブ・レビュー賞 | 1975年 | 作品賞                   | 『バリー・リンドン』         | 受賞       |
| ナショナル・ボード・オブ・レビュー賞 | 1975年 | 監督賞                   | 『バリー・リンドン』         | 受賞       |
| セザール賞                           | 1977年 | 外国語映画賞             | 『バリー・リンドン』         | ノミネート |
| セザール賞                           | 2000年 | 外国語映画賞             | 『アイズ・ワイド・シャット』 | ノミネート |
| ボストン映画批評家協会賞             | 1987年 | 監督賞                   | 『フルメタル・ジャケット』   | 受賞       |
| ロンドン映画批評家協会賞             | 1987年 | 監督賞                   | 『フルメタル・ジャケット』   | 受賞       |
| キネマ旬報ベスト・テン               | 1988年 | 外国映画監督賞           | 『フルメタル・ジャケット』   | 受賞       |
| ヴェネツィア国際映画祭               | 1997年 | 栄誉金獅子賞             | -                            | 受賞       |
| フランス映画批評家協会賞             | 1999年 | 外国語映画賞             | 『アイズ・ワイド・シャット』 | 受賞       |